# Леди Смерть
Леди Смерть (англ. Lady Death) — главный персонаж одноимённой серии комиксов. Была создана Брайаном Пулидо (англ. Brian Pulido) и Стивеном Хьюзом.
В июле 2004 года студией ADV Films был выпущен посвящённый персонажу полнометражный анимационный фильм «Леди Смерть».
Комиксы о персонаже иллюстрировались такими комикс-художниками как Стивен Хьюз, Майк Деодато, Романо Моленар (англ. Romano Molenaar) и Иван Рейс (англ. Ivan Reis). Кроме того, образ Леди Смерть использовался в произведениях ряда известных фэнтези-художников, таких как Дориан Кливенджер (англ. Dorian Cleavenger), Джеральд Бром (англ. Gerald Brom), Борис Вальехо (исп. Boris Vallejo), Джо Джаско (англ. Joe Jusko) и Джули Белл.

## История публикаций

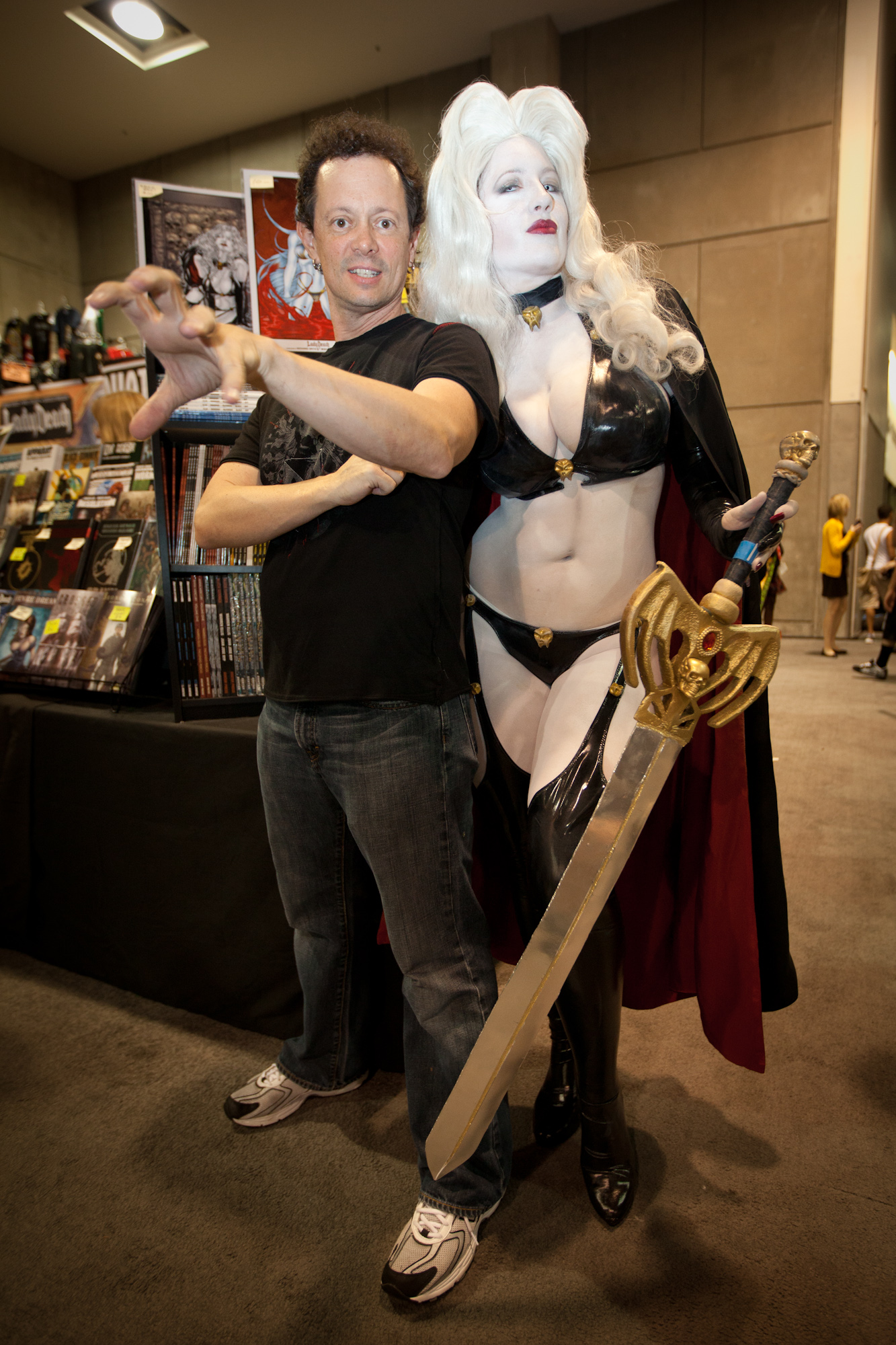
Брайан Пулидо и девушка в костюме Леди Смерть на Comic-Con в 2010 году

Леди Смерть впервые появилась в комиксе Evil Ernie #1 издательства Eternity Comics в декабре 1991 года. Её следующим появлением стала мини-серия Evil Ernie: The Resurrection, выпущенная Пулидо в 1993 году. В 1994 году Леди Смерть получила собственную серию комиксов, выпускавшихся компанией Пулидо Chaos! Comics. Самым коммерчески успешным для компании стал 1995 год, когда объёмы продаж превысили 6 миллионов долларов, а доход от товаров под маркой Леди Смерть только за август составил $980 тысяч. После 1997 года продажи стали падать во всей индустрии комиксов в целом, а затраты издательства выросли из-за ряда просчётов Пулидо как руководителя. К 2002 году компания стала убыточной и была закрыта.
После банкротства Chaos! Comics права на Леди Смерть были выкуплены CrossGen Entertainment. Пулидо продолжил работу над своим персонажем, результатом чего стало появление средневековой версии Леди Смерть. Однако новый издатель также столкнулся с финансовыми трудностями и в 2004 году объявил себя банкротом.
Права на Леди Смерть были проданы компании Avatar Press, которая выпускала 2 серии с классической и средневековой версиями персонажа с 2005 по 2007 год. После трёхлетнего перерыва издательство сообщило о создании для выпусков комиксов о персонаже дочерней компании под названием Boundless Comics. В сентябре 2010 года был издан премьерный номер новой серии Леди Смерть тиражом 70 тысяч экземпляров.

## Список комиксов

### Chaos! Comics
Серии, изданные Chaos! Comics включают в себя:

| - The Reckoning 1994 - Between Heaven & Hell 1995 - The Odyssey 1996 - The Crucible 1996 - Death Becomes Her 1997 - Wicked Ways 1998 - The Harrowing 1998 - The Covenant 1998 - Dragon Wars 1998 - Retribution 1998 - Inferno 1999 - The Rapture 1999 | - Judgement War 1999 - Armageddon 1999 - Dark Millennium 2000 - Tribulation 2000 - Love Bites 2001 - River Of Fear 2001 - Alive 2001 - Last Rites 2001 - Heartbreaker 2002 - The Gauntlet 2002 - Goddess Returns 2002 - Dark Alliance 2002 (финальная серия от Chaos, не завершена) |

### CrossGen Comics
Серии, изданные на CrossGen:
- A Medieval Tale (2003)
- The Wild Hunt  (2004; не завершена)

### Avatar Press
Примечание: Avatar Press издаёт комиксы о двух вариантах Леди Смерть: Классическая версия (слегка изменённая в результате её отделения от вселенной Chaos! Comics), и Средневековая Леди Смерть (версия из комикса «A Medieval Tale», опубликованного на CrossGen)

| - Классическая Леди Смерть: - Abandon All Hope 2005 - Blacklands 2006—2007 - Cursed (yet to be released) - The Wicked (*) 2005 - Death Goddess (*) 2005 - Dead Rising (*) 2004 - Infernal Sins (*) 2006 - Lost Souls (*) (кроссовер между Lady Death, War Angel, Pandora, и Unholy) 2005—2006 - Lady Death vs War Angel (продолжение Lost Souls) - Lady Death vs Pandora (заключение трилогии Lost Souls) - Lady Death / Shi (*) - Pirate Queen (*) - Sacrilege (*) - (*)=Читать в указанном порядке. | - Средневековая Леди Смерть: - Medieval Lady Death 2005 - Medieval Lady Death/Belladonna 2005 - Medieval Lady Death: War of the Winds 2006—2007 |